# Hipergamia

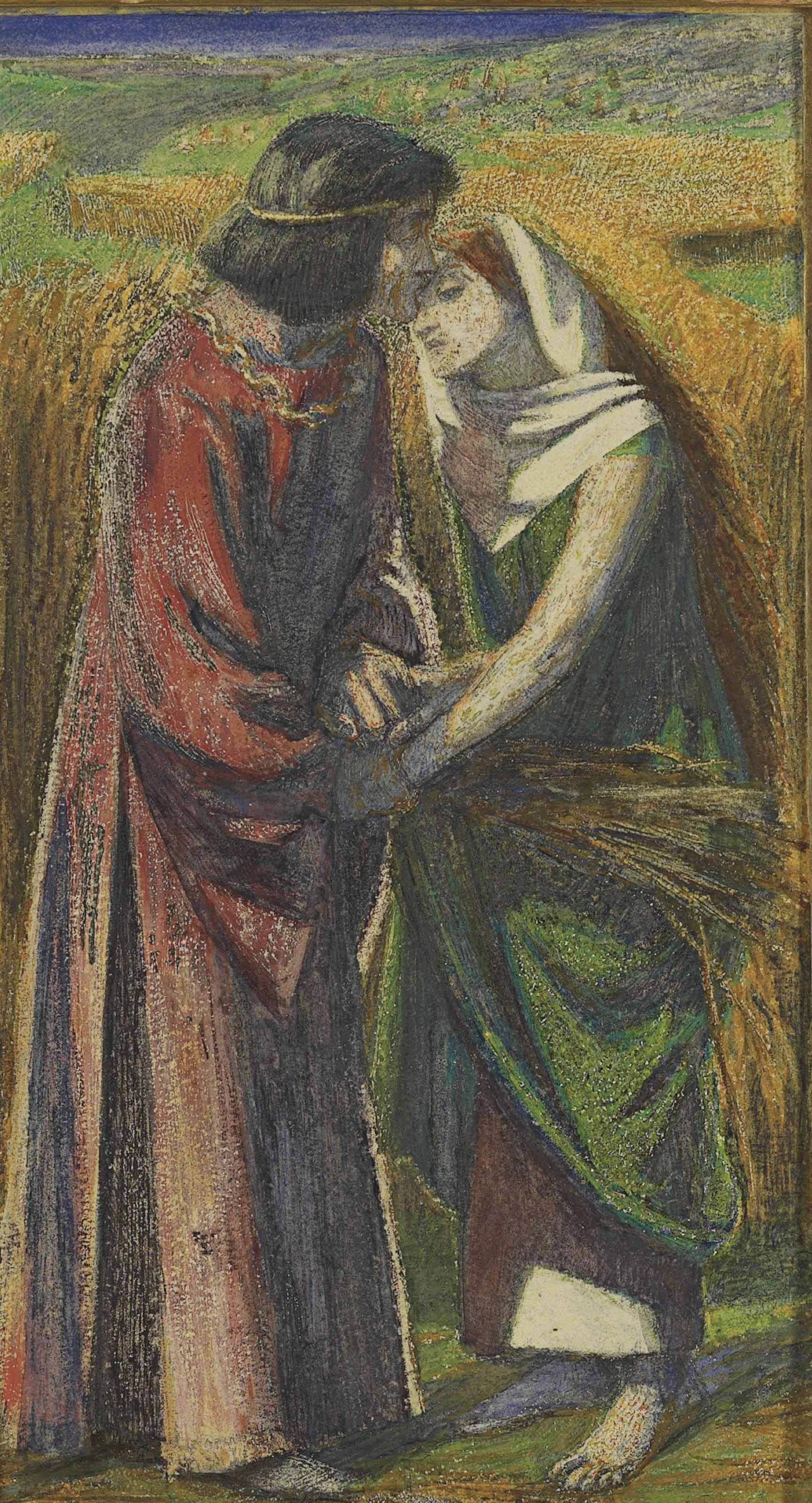
Obraz Dantego Gabriela Rosetti przedstawiający Rut i Booza

Hipergamia – termin używany w naukach społecznych do praktyki poślubiania małżonka z wyższej kasty lub o wyższym statusie społecznym. Potocznie określa się tym terminem także praktykę poszukiwania do związku partnera wyższego statusem i pozycją społeczną. Jest to praktykowane głównie przez kobiety. Antonim „hipogamia” odnosi się do odwrotności: małżeństwa z osobą o niższej klasie społecznej lub statusie.

## Indie
Terminem „hipergamia” początkowo określano praktykę stosowaną w kulturze hinduskiego społeczeństwa kastowego, która przybiera formę zaślubin osób, znajdujących się wysoko w hierarchii społecznej. Koncepcja wżeniania się w wyższą klasę społeczną w Indiach jest rozpowszechniona ze względu na stratyfikację klasową opartą na kastach. Kobietom z wyższych kast nie wolno było poślubiać mężczyzn z niższych kast. Hipergamia wiąże się jednak z kosztami: posag często kosztuje tyle samo lub więcej niż cały dom. Wysoka cena, jaką muszą ponieść rodzice, aby zorganizować odpowiednie małżeństwo dla córki, doprowadziła do wzrostu liczby aborcji płodów żeńskich.

## Kraje kultury Zachodniej
Badanie przeprowadzone przez University of Minnesota w 2017 r. wykazało, że kobiety generalnie preferują dominujących samców jako partnerów. Badania prowadzone na całym świecie mocno wspierają stanowisko, że kobiety wolą małżeństwa z partnerami, o wyższym statusie społecznym. Najbardziej obszerne z tych badań obejmowało 10 000 osób w 37 kulturach na sześciu kontynentach i na pięciu wyspach. We wszystkich kulturach kobiety oceniały „dobre perspektywy finansowe” wyżej niż mężczyźni. W 29 próbach „ambicja i pracowitość” przyszłego partnera były ważniejsze dla kobiet niż dla mężczyzn. Analiza badań opublikowanych w latach 1965–1986 ujawniła tę samą różnicę płci (Feingold, 1992). We wszystkich badaniach 3 na 4 kobiety oceniły status społeczno-ekonomiczny jako ważniejszy u potencjalnego partnera małżeńskiego niż przeciętny mężczyzna.
London School of Economics podaje, że aż 64 proc. pań odpowiedziało, że szuka mężczyzny, który zarabia lepiej od nich i to w kraju gdzie statystycznie kobiety są bogatsze.
W obszernym materiale Magazynu „Dziennika Polskiego” dr Małgorzata Stefanowicz, ekspert ds. społecznych Centrum Analiz Klubu Jagiellońskiego informuje, że 99% kobiet w Polsce nie chce partnera o niższym statusie społecznym.